# Веласкотенес (династия)
Династия Веласкотенес (исп. dinastia Belascotenes) — знатная семья арагонского происхождения, представители которой правили в графстве Памплона (799—816) и графстве Арагон (820—844). Главным источником, описывающим родословные связи членов династии, являются генеалогии «Кодекса Роды».

## Династия
Династия получила название по имени своего основателя, Веласко (вторая половина VIII века), о котором кроме имени ничего не известно. Его сыном был Галиндо Веласкотенес — правитель точно не установленной области, находившейся в долине реки Арагон. Он упоминается в сочинениях испано-мусульманских историков как владетель, побеждённый в 781 году мусульманами и признавший над собой власть эмира Кордовы. Галиндо Веласкотенес считается первым документально засвидетельствованным правителем Арагона. 
Один из двух сыновей Галиндо, Веласко Гасконец, как глава про-франкской партии в Памплоне, стал здесь графом, после убийства в 799 году наместника эмира. В 806 году он признал себя вассалом Франкского государства и его графство было включено в состав Испанской марки. Граф Веласко погиб в 816 году во время очередного набега мавров на Памплону. Другой сын Галиндо Веласкотенеса, Гарсия I Злой, в 820 году овладел графством Арагон. Вопреки традициям семьи, он отказался от любых вассальных обязательств по отношению к Франкскому государству и с помощью нового правителя Памплоны Иньиго Аристы и главы мусульманской семьи Бану Каси Мусы II ибн Мусы сумел отстоять независимость своих владений. В 833 году он передал управление графством своему сыну Галиндо Гарсесу, последнему представителю династии Веласкотенес, скончавшемуся в 844 году и не имевшему детей. Графство Арагон перешло под власть соперников Веласкотенесов, династии Галиндес.

## Родословие династии Веласкотенес
I. Веласко (вторая половина VIII века)
II. Галиндо Веласкотенес (конец VIII века) — правитель Сиртании, первый документально засвидетельствованный правитель Арагона
III. Гарсия I Злой (убит в 844) — граф Арагона (820—833). Браки: 1. (812—816/820) Матрона, дочь графа Арагона Аснара I Галиндеса; 2. (с 820) Нунила (?), дочь короля Памплоны Иньиго Аристы
IV. Веласко (умер после 843)
IV. Галиндо Гарсес (умер в 844) — граф Арагона (833—844). Брак: Гулдрегуд
III. Веласко Гасконец (погиб в 816) — граф Памплоны (799—816)
IV. Онека — жена короля Памплоны Иньиго Аристы